# Fußball-Weltmeisterschaft 1966
Die Endrunde der Fußball-Weltmeisterschaft 1966 (englisch Football World Championship) war die achte Ausspielung dieses bedeutendsten Turniers für Fußball-Nationalmannschaften und fand vom 11. bis zum 30. Juli 1966 in England, dem „Mutterland des Fußballs“, statt.
Weltmeister wurde Gastgeberland England im Finale gegen die Bundesrepublik Deutschland, in dem mit dem Wembley-Tor eines der umstrittensten und gleichzeitig berühmtesten Tore der Fußballgeschichte fiel. Mit diesem Tor war die Vorentscheidung für Englands ersten und bisher einzigen Titelgewinn bei einem großen Endrundenturnier gefallen.
Der Portugiese Eusébio wurde mit neun Toren Torschützenkönig und führte seine Nationalmannschaft bei ihrer ersten WM-Teilnahme auf den dritten Rang. Titelverteidiger Brasilien schied bereits nach der Gruppenphase aus. Vize-Weltmeister Tschechoslowakei hatte sich nicht für das Turnier qualifizieren können.

## Vergabe
Neben England hatten sich auch Spanien und die Bundesrepublik Deutschland um die Ausrichtung der WM 1966 beworben. Am 22. August 1960 wurde in Rom auf dem Weltkongress des Fußballs über die Vergabe abgestimmt. Spanien zog im Frühjahr 1960 seine Kandidatur unter Verweis auf das Motto der englischen Bewerbung zurück, die auf das Argument „100 Jahre Fußball in England“ aufgrund der Gründung der Football Association im Jahr 1863 baute. Somit verblieben nur noch zwei Bewerber, mit 34:27 Stimmen bei sechs Enthaltungen fiel schließlich die Entscheidung zu Gunsten von England aus.

## Spielorte
Die Spiele der Weltmeisterschaft wurden in acht Stadien in sieben verschiedenen englischen Städten ausgetragen.
- London (Wembley-Stadion): Das Wembley-Stadion in London war das größte Stadion der WM 1966. Es bot 98.600 Zuschauern Platz und wurde bereits im Vorfeld der WM für sechs Millionen Mark renoviert. Speziell für die WM wurden nur noch kleinere Renovierungen vorgenommen. Im Wembley-Stadion fanden fünf Vorrundenspiele der Gruppe A, ein Viertel-, ein Halbfinalspiel, das Spiel um Platz 3 und das Finale statt. Insgesamt sahen 778.034 Zuschauer die neun Spiele, ein Schnitt von 86.448 Zuschauern. Die meisten (98.270) kamen zum letzten Vorrundenspiel gegen Frankreich.
- London (White City Stadium): Im White-City-Stadion wurde lediglich ein Spiel der Vorrundengruppe A ausgetragen. Da sich der Besitzer des Wembley-Stadions weigerte, ein Greyhound-Rennen zu verlegen, wurde für die Partie Frankreich gegen Uruguay ein Ersatzstadion in London nötig. Im White-City-Stadion fanden 54.000 Zuschauer Platz und 45.662 Besucher verfolgten dieses Spiel.
- Birmingham (Villa Park): Im Villa Park zu Birmingham, der Heimstätte des Erstligisten Aston Villa, fanden drei Spiele der Gruppe B statt. Für 1,3 Millionen Mark wurde das Stadion renoviert, das Zuschauervermögen wurde zu Gunsten von Sitzplätzen von 72.000 auf 55.000 reduziert. Insgesamt sahen 131.512 Zuschauer die drei Spiele, ein Schnitt von 43.837 pro Spiel.
- Sheffield (Hillsborough Stadium): Das Hillsborough-Stadion in Sheffield hatte während der WM 58.000 Plätze. In der Heimstätte von Sheffield Wednesday wurde die Kapazität zu Gunsten von Sitzplätzen um 7000 Plätze verringert. Die Haupttribüne wurde für 1,5 Millionen Mark neu errichtet, auch ein neues Stahldach bekam das Stadion extra zur WM. Insgesamt wurden 2,5 Millionen Mark für die Renovierung des Stadions ausgegeben. Neben drei Vorrundenspielen der Gruppe B fand auch das Viertelfinalspiel mit der westdeutschen Mannschaft im Hillsborough statt. Insgesamt kamen 140.289 Zuschauer zu den vier Spielen, im Schnitt 35.072, die meisten zum Viertelfinale: 40.007.
- Liverpool (Goodison Park): Der Goodison Park war mit 64.000 Plätzen das zweitgrößte Stadion der Fußball-WM 1966. Auch die Heimstätte des FC Everton wurde um 4.000 Plätze reduziert, um mehr Sitzplätze zu haben. Im Goodison Park fanden drei Spiele der Gruppe C, ein Viertelfinalspiel und eine Halbfinalpaarung statt. 235.695 Zuschauer sahen die fünf Spiele, im Schnitt 47.139, wobei das Halbfinale mit 38.273 Zuschauern die wenigsten hatte.
- Manchester (Old Trafford): Im Old Trafford, der Heimat des Fußballclubs Manchester United, fanden während der WM 58.000 Zuschauer Platz. Um mehr Sitzplätze zu haben, wurde das Fassungsvermögen um 9000 Plätze reduziert. Insgesamt wurde eine Million Mark in die Renovierung gesteckt. Das Old Trafford war Schauplatz von drei Vorrundenspielen der Gruppe C. 79.453 Zuschauer sahen die drei Spiele, im Durchschnitt 26.484.
- Sunderland (Roker Park): Im Roker Park zu Sunderland fanden während der WM 54.000 Zuschauer Platz. Für 700.000 Mark wurden zur WM ein neues Restaurant und neue Presseräume gebaut, die Gesamtkapazität wurde um 10.000 Plätze reduziert. Im Heimatstadion des AFC Sunderland fanden drei Vorrundenspiele der Gruppe D und ein Viertelfinalspiel statt. 97.863 Zuschauer sahen die vier Spiele, im Schnitt 24.466.
- Middlesbrough (Ayresome Park): Der Ayresome Park war mit 40.000 Plätzen das kleinste Stadion der WM 1966. Im Heimatstadion des FC Middlesbrough wurde die Zuschauerkapazität um 9000 gesenkt. Die Renovierungskosten betrugen insgesamt 1,2 Millionen Mark. Das Stadion war Austragungsort von drei Partien der Gruppe D. Nur 54.627 Zuschauer sahen die drei Spiele und damit im Schnitt (18.209) die Wenigsten. Das Spiel zwischen Nordkorea und Chile hatte mit 13.792 Zuschauern die wenigsten Besucher aller Spiele.

## Qualifikation
71 Nationen meldeten ihre Teilnahme an der Qualifikation zur WM 1966, was ein neuer Rekord war. England als Gastgeber und Brasilien als Titelverteidiger waren automatisch qualifiziert, wodurch 69 Nationen um insgesamt 14 freie Plätze spielten. Alle afrikanischen Mannschaften zogen ihre Bewerbung zurück, nachdem sie gemeinsam mit Asien und Ozeanien lediglich einen Platz bekommen sollten. Europa standen neun Qualifikationsplätze zu, Südamerika drei. Auch den nord- und mittelamerikanischen Ländern wurde lediglich ein Platz zugestanden.
Beide Vize-Weltmeister der vergangenen WM-Turniere, Schweden und die Tschechoslowakei, scheiterten. Die beiden Nationalmannschaften von Nordkorea und Portugal waren erstmals bei einer WM-Endrunde dabei.

### Teilnehmer
Nach 127 Qualifikationsspielen standen die folgenden 16 Mannschaften für die WM-Endrunde fest:

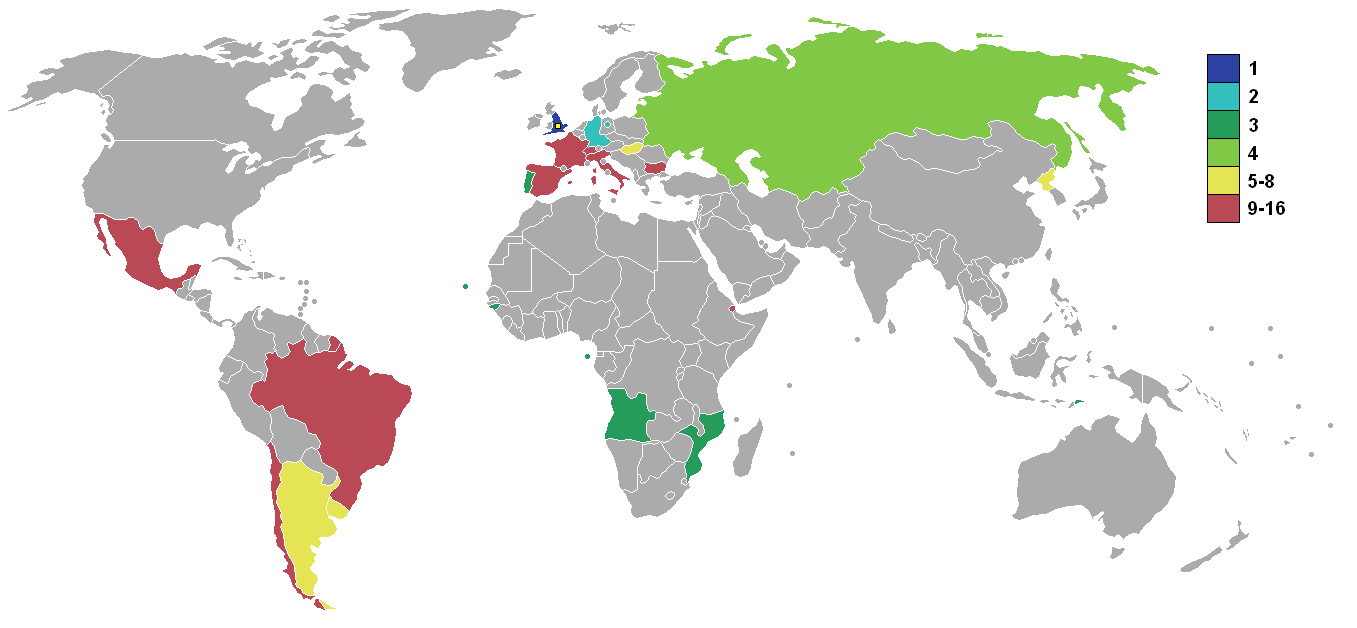
Weltkarte der Teilnehmer mit deren Platzierungen

| 10 aus Europa                              | Bulgarien   | BR Deutschland | England | Frankreich  |
|                                            | Italien     | Portugal       | Schweiz | Sowjetunion |
|                                            | Spanien     | Ungarn         |         |             |
| 4 aus Südamerika                           | Argentinien | Brasilien      | Chile   | Uruguay     |
| 1 aus Nord-, Mittelamerika und der Karibik | Mexiko      |                |         |             |
| 1 aus Asien und Afrika                     | Nordkorea   |                |         |             |

## Auslosung
Die Gruppenauslosung, die am 6. Januar 1966 im Royal-Garden-Hotel in London stattfand, wurde erstmals im Fernsehen übertragen. Das Organisationskomitee hatte sich am Vorabend auf vier Lostöpfe à vier Mannschaften geeinigt.
- Topf 1: Brasilien (Titelverteidiger), Argentinien, Chile, Uruguay
- Topf 2: Frankreich, Italien, Portugal, Spanien
- Topf 3: England (Ausrichter), BR Deutschland, Sowjetunion, Ungarn
- Topf 4: Bulgarien, Mexiko, Nordkorea, Schweiz

Titelverteidiger Brasilien wurde in Gruppe C und Gastgeber England wurde in Gruppe A als Gruppenkopf gesetzt, um das Eröffnungsspiel bestreiten zu dürfen. Ferner wurden die Bundesrepublik Deutschland und Italien gesetzt. Ein offizielles Eröffnungsspiel wurde bei dieser WM zum ersten Mal ausgetragen. Nach 15 Minuten war die Auslosung vorüber und es standen die vier Gruppen fest.
| Gruppe A   | Gruppe B       | Gruppe C  | Gruppe D    |
| ---------- | -------------- | --------- | ----------- |
| Uruguay    | Schweiz        | Brasilien | Nordkorea   |
| England    | BR Deutschland | Bulgarien | Sowjetunion |
| Frankreich | Spanien        | Ungarn    | Chile       |
| Mexiko     | Argentinien    | Portugal  | Italien     |

Für Informationen zu den einzelnen WM-Gruppen und Kadern der Mannschaften auf den jeweiligen Link klicken.

## Modus
Der Turniermodus blieb im Vergleich zur WM 1962 in Chile unverändert. Die 16 Teilnehmer traten in vier Vorgruppen mit je vier Mannschaften an. Jeder spielte einmal gegen jeden. Für einen Sieg gab es zwei Punkte, für ein Unentschieden einen Punkt. Bei Punktgleichstand entschied der bessere Torquotient über die Platzierung. Wäre auch dieser gleich, hätte das Los entscheiden müssen.
Die beiden Ersten jeder Gruppe qualifizierten sich für das Viertelfinale. Ab dem Viertelfinale wurde das Turnier im K.-o.-System ausgetragen. Im Viertelfinale traf jeweils ein Gruppenerster auf einen Gruppenzweiten.
Stand in einem Spiel der K.-o.-Runde nach 90 Minuten kein Sieger fest, wurde eine Verlängerung von zweimal 15 Minuten gespielt. Hätte es auch nach danach Unentschieden gestanden, wäre wieder das Los zur Entscheidung herangezogen worden. Im Finale wurde diese Regelung aufgehoben. Wenn nach dem ersten Finalspiel kein Sieger festgestanden hätte, wäre ein Wiederholungsspiel angesetzt worden. Hätte auch nach diesem kein Sieger festgestanden, wäre das Los zum Einsatz gekommen. Ein Losentscheid war bei dieser WM aber nicht notwendig.

## Vorrunde

### Gruppe A
| Pl. | Land       | Sp. | S | U | N | Tore    | Diff. | Punkte |
| --- | ---------- | --- | - | - | - | ------- | ----- | ------ |
| 1.  | England    | 3   | 2 | 1 | 0 | 004:000 | +4    | 05:10  |
| 2.  | Uruguay    | 3   | 1 | 2 | 0 | 002:100 | +1    | 04:20  |
| 3.  | Mexiko     | 3   | 0 | 2 | 1 | 001:300 | −2    | 02:40  |
| 4.  | Frankreich | 3   | 0 | 1 | 2 | 002:500 | −3    | 01:50  |

|                                                        |   |            |           |
| 11. Juli 1966 um 19:30 Uhr in London (Wembley-Stadion) |   |            |           |
| England                                                | – | Uruguay    | 0:0       |
| 13. Juli 1966 um 19:30 Uhr in London (Wembley-Stadion) |   |            |           |
| Frankreich                                             | – | Mexiko     | 1:1 (0:0) |
| 15. Juli 1966 um 19:30 Uhr in London (White City)      |   |            |           |
| Uruguay                                                | – | Frankreich | 2:1 (2:1) |
| 16. Juli 1966 um 15:00 Uhr in London (Wembley-Stadion) |   |            |           |
| England                                                | – | Mexiko     | 2:0 (1:0) |
| 19. Juli 1966 um 16:30 Uhr in London (Wembley-Stadion) |   |            |           |
| Mexiko                                                 | – | Uruguay    | 0:0       |
| 20. Juli 1966 um 19:30 Uhr in London (Wembley-Stadion) |   |            |           |
| England                                                | – | Frankreich | 2:0 (1:0) |

England meisterte die Vorrunde erwartungsgemäß. Nach einem torlosen Auftakt gegen Uruguay konnten sowohl Mexiko als auch Frankreich mit jeweils 2:0 bezwungen werden. Den englischen Journalisten Simon Kuper und Niall Edworthy zufolge waren beide englischen Tore gegen Frankreich irregulär.
Mit den gezeigten Leistungen waren die englischen Fans nicht zufrieden, der ersehnte WM-Titel schien nach diesem Start nicht erreichbar.
Uruguay konnte in der Vorrunde den zweiten Platz erreichen und sich somit für das Viertelfinale qualifizieren. Durch ein Unentschieden gegen England und einen Sieg gegen Frankreich hatte man praktisch das Viertelfinale schon erreicht. Durch ein torloses Unentschieden gegen Mexiko verschenkten die Charrúas allerdings den möglichen Gruppensieg. Die Spielweise des zweimaligen Weltmeisters wurde als äußerst defensiv und hart kritisiert.
Mexiko schied wie bei allen vorangegangenen Weltmeisterschaften in der Vorrunde aus. Mit Antonio Carbajal hatte man zumindest einen Spieler im Kader, der seine fünfte WM absolvierte und einen Rekord aufstellte, der erst 1998 von Lothar Matthäus eingestellt wurde.
Frankreich konnte bei seiner ersten Teilnahme nach dem dritten Platz von 1958 nicht an diese Leistung anschließen. Lediglich einen Punkt gegen Mexiko aus dem Auftaktspiel hatte man am Ende auf dem Konto.

### Gruppe B
| Pl. | Land           | Sp. | S | U | N | Tore    | Diff. | Punkte |
| --- | -------------- | --- | - | - | - | ------- | ----- | ------ |
| 1.  | BR Deutschland | 3   | 2 | 1 | 0 | 007:100 | +6    | 05:10  |
| 2.  | Argentinien    | 3   | 2 | 1 | 0 | 004:100 | +3    | 05:10  |
| 3.  | Spanien        | 3   | 1 | 0 | 2 | 004:500 | −1    | 02:40  |
| 4.  | Schweiz        | 3   | 0 | 0 | 3 | 001:900 | −8    | 0:60   |

|                                          |   |             |           |
| 12. Juli 1966 um 19:30 Uhr in Sheffield  |   |             |           |
| BR Deutschland                           | – | Schweiz     | 5:0 (3:0) |
| 13. Juli 1966 um 19:30 Uhr in Birmingham |   |             |           |
| Spanien                                  | – | Argentinien | 1:2 (0:0) |
| 15. Juli 1966 um 19:30 Uhr in Sheffield  |   |             |           |
| Spanien                                  | – | Schweiz     | 2:1 (0:1) |
| 16. Juli 1966 um 15:00 Uhr in Birmingham |   |             |           |
| BR Deutschland                           | – | Argentinien | 0:0       |
| 19. Juli 1966 um 19:30 Uhr in Sheffield  |   |             |           |
| Argentinien                              | – | Schweiz     | 2:0 (0:0) |
| 20. Juli 1966 um 19:30 Uhr in Birmingham |   |             |           |
| BR Deutschland                           | – | Spanien     | 2:1 (1:1) |

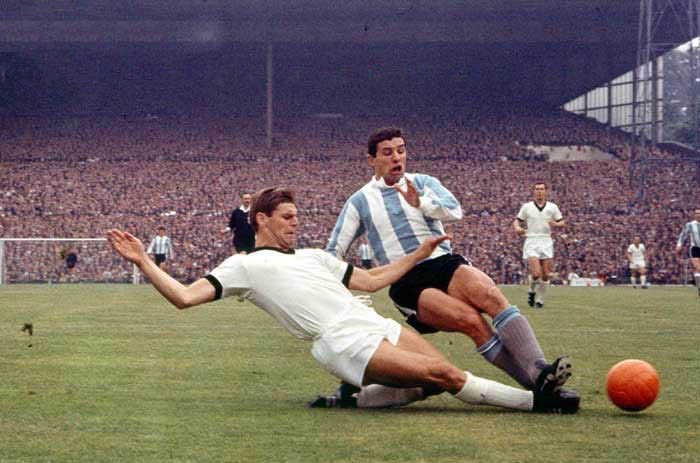
Wolfgang Weber (li.) und Luis Artime im Kampf um den Ball beim Spiel BR Deutschland gegen Argentinien

Die Bundesrepublik Deutschland besiegte zum Auftakt die Schweiz mit 5:0 und wurde durch ein 0:0 gegen Argentinien und einen 2:1-Erfolg über Spanien Gruppensieger. In der Vorrunde fiel insbesondere der erst 20-jährige Franz Beckenbauer auf.
Argentinien legte mit einem Auftaktsieg über Spanien den Grundstein für das Erreichen des Viertelfinales. Am Ende musste sich die Mannschaft nur wegen des schlechteren Torverhältnisses gegenüber dem DFB-Team der Bundesrepublik Deutschland mit Rang zwei begnügen.
Europameister Spanien konnte, obwohl mit vielen Stars aus der heimischen Primera División und der Serie A bestückt, nicht das Viertelfinale erreichen. Nach einer Niederlage gegen Argentinien und einem glücklichen 2:1-Sieg über die Schweiz ging das entscheidende Spiel gegen die westdeutsche Elf mit 1:2 verloren.
Die Schweiz stieß bei diesem Turnier an ihre Grenzen. Ohne große Einzelkönner konnten die Schweizer den etablierten Nationalmannschaften nicht Paroli bieten. Insbesondere die schwachen Abwehrleistungen machten eine Überraschung der Schweizer unmöglich.

### Gruppe C
| Pl. | Land      | Sp. | S | U | N | Tore    | Diff. | Punkte |
| --- | --------- | --- | - | - | - | ------- | ----- | ------ |
| 1.  | Portugal  | 3   | 3 | 0 | 0 | 009:200 | +7    | 06:0   |
| 2.  | Ungarn    | 3   | 2 | 0 | 1 | 007:500 | +2    | 04:20  |
| 3.  | Brasilien | 3   | 1 | 0 | 2 | 004:600 | −2    | 02:40  |
| 4.  | Bulgarien | 3   | 0 | 0 | 3 | 001:800 | −7    | 0:60   |

|                                          |   |           |           |
| 12. Juli 1966 um 19:30 Uhr in Liverpool  |   |           |           |
| Brasilien                                | – | Bulgarien | 2:0 (1:0) |
| 13. Juli 1966 um 19:30 Uhr in Manchester |   |           |           |
| Portugal                                 | – | Ungarn    | 3:1 (1:0) |
| 15. Juli 1966 um 19:30 Uhr in Liverpool  |   |           |           |
| Brasilien                                | – | Ungarn    | 1:3 (1:1) |
| 16. Juli 1966 um 15:00 Uhr in Manchester |   |           |           |
| Portugal                                 | – | Bulgarien | 3:0 (2:0) |
| 19. Juli 1966 um 19:30 Uhr in Liverpool  |   |           |           |
| Portugal                                 | – | Brasilien | 3:1 (2:0) |
| 20. Juli 1966 um 19:30 Uhr in Manchester |   |           |           |
| Ungarn                                   | – | Bulgarien | 3:1 (2:1) |

Portugal überraschte als Neuling positiv. Mit mutigem Angriffsfußball, angeführt von Eusébio, konnten die Portugiesen als Gruppenerster den Einzug unter die letzten Acht feiern. Alle drei Spiele wurden überzeugend gewonnen, im letzten Gruppenspiel bezwang man den amtierenden Weltmeister und sorgte so für dessen sensationelles Vorrundenaus. Ungarn konnte sich ebenso wie Portugal überraschend vor Brasilien platzieren. Mit Flórián Albert, Ferenc Bene und Gyula Rákosi verfügten die Ungarn über ein großes Angriffspotential, das sich für den Einzug in die nächste Runde hauptverantwortlich zeigte. Die Niederlage Brasiliens im zweiten Gruppenspiel gegen Ungarn (1:3), ohne Pelé, der sich im ersten Spiel gegen Bulgarien verletzt hatte, war für Brasilien die erste Niederlage bei einer WM seit 1954, als es ebenfalls gegen Ungarn unterlag. Trainer Feola wechselte nach der Niederlage gegen Ungarn neun Spieler aus, also fast die komplette Mannschaft. Darunter die betagten Weltmeister Gilmar, Garrincha, Bellini und Djalma Santos. Die neuformierte brasilianische Elf, zu der Pelé wieder zurückstieß, war stark verjüngt. Pelé konnte aber gegen Portugal seine Klasse nicht ausspielen, weil er von seinen Gegenspielern brutal attackiert wurde, was vom englischen Schiedsrichter aber nicht geahndet wurde. Pelé musste verletzungsbedingt lange behandelt werden und kam anschließend angeschlagen auf das Spielfeld zurück (Auswechslungen waren noch nicht möglich). Pelé war damit seitens Brasiliens praktisch aus dem Spiel, während Eusebio für Portugal eine starke Leistung zeigte. Brasilien verlor die Partie gegen Portugal mit 1:3 und schied damit als amtierender Weltmeister bereits nach den Gruppenspielen aus. Bulgarien kam in der Gruppe 3 nicht über die Rolle des Statisten hinaus. Wie schon bei der WM 1962 schied die bulgarische Mannschaft als Tabellenletzter aus.

### Gruppe D
| Pl. | Land        | Sp. | S | U | N | Tore    | Diff. | Punkte |
| --- | ----------- | --- | - | - | - | ------- | ----- | ------ |
| 1.  | Sowjetunion | 3   | 3 | 0 | 0 | 006:100 | +5    | 06:0   |
| 2.  | Nordkorea   | 3   | 1 | 1 | 1 | 002:400 | −2    | 03:30  |
| 3.  | Italien     | 3   | 1 | 0 | 2 | 002:200 | ±0    | 02:40  |
| 4.  | Chile       | 3   | 0 | 1 | 2 | 002:500 | −3    | 01:50  |

|                                             |   |           |           |
| 12. Juli 1966 um 19:30 Uhr in Middlesbrough |   |           |           |
| Sowjetunion                                 | – | Nordkorea | 3:0 (2:0) |
| 13. Juli 1966 um 19:30 Uhr in Sunderland    |   |           |           |
| Italien                                     | – | Chile     | 2:0 (1:0) |
| 15. Juli 1966 um 19:30 Uhr in Middlesbrough |   |           |           |
| Chile                                       | – | Nordkorea | 1:1 (1:0) |
| 16. Juli 1966 um 15:00 Uhr in Sunderland    |   |           |           |
| Sowjetunion                                 | – | Italien   | 1:0 (0:0) |
| 19. Juli 1966 um 19:30 Uhr in Middlesbrough |   |           |           |
| Italien                                     | – | Nordkorea | 0:1 (0:1) |
| 20. Juli 1966 um 19:30 Uhr in Sunderland    |   |           |           |
| Sowjetunion                                 | – | Chile     | 2:1 (1:1) |

Die Sowjetunion spielte die Vorrunde souverän. Alle drei Spiele konnten gewonnen werden, dabei kassierte man lediglich ein Gegentor. Zwar unspektakulär, aber mit nüchternen und soliden Leistungen rückte die Sowjetunion ungefährdet in die nächste Runde vor.
Nordkorea war die Überraschungsmannschaft der Vorrunde. Als absoluter Außenseiter gestartet und spätestens nach der 0:3-Niederlage gegen die Sowjetunion als chancenloser Exot belächelt, zeigten die Nordkoreaner eine nicht für möglich gehaltene Leistung, indem sie sich zunächst gegen Chile einen Punkt erkämpften, bevor sie die italienischen Superstars sensationell mit 1:0 schlugen und somit unter die letzten Acht vorrückten.
Italien schied absolut überraschend nach der Vorrunde aus. Nach einem Sieg über Chile und einer knappen Niederlage gegen die Sowjetunion rechnete die komplette Fachwelt mit einem ungefährdeten Sieg gegen die Nordkoreaner. Doch durch eine sensationelle 0:1-Niederlage war für die Squadra Azzurra bereits nach der ersten Runde Schluss. Bei der Rückkehr in die Heimat wurden die italienischen Spieler von ihren maßlos enttäuschten Fans mit Tomaten und faulem Obst begrüßt.
Chile war nicht in der Lage, an die Leistung im vorhergegangenen Turnier anzuschließen. Als WM-Dritter angereist, schied man als Tabellenletzter mit nur einem Punkt aus.

## Finalrunde
|  | Viertelfinale  | Viertelfinale |                |                | Halbfinale       | Halbfinale |  |  | Finale | Finale |
|  |                |               |                |                |                  |            |  |  |        |        |
|  |                |               |                |                |                  |            |  |  |        |        |
|  | England        | 1             |                |                |                  |            |  |  |        |        |
|  | England        | 1             |                |                |                  |            |  |  |        |        |
|  | Argentinien    | 0             |                |                |                  |            |  |  |        |        |
|  | Argentinien    | 0             | England        | 2              |                  |            |  |  |        |        |
|  |                |               | England        | 2              |                  |            |  |  |        |        |
|  |                | Portugal      | 1              |                |                  |            |  |  |        |        |
|  | Portugal       | Portugal      | 1              | 5              |                  |            |  |  |        |        |
|  | Portugal       |               |                | 5              |                  |            |  |  |        |        |
|  | Nordkorea      | 3             |                |                |                  |            |  |  |        |        |
|  |                |               | England        | 041            |                  |            |  |  |        |        |
|  |                |               |                | BR Deutschland | 2                |            |  |  |        |        |
|  | BR Deutschland | 4             |                |                |                  |            |  |  |        |        |
|  | Uruguay        | 0             |                |                |                  |            |  |  |        |        |
|  | Uruguay        | 0             | BR Deutschland | 2              |                  |            |  |  |        |        |
|  |                |               | BR Deutschland | 2              | Spiel um Platz 3 |            |  |  |        |        |
|  |                | Sowjetunion   | 1              |                |                  |            |  |  |        |        |
|  | Sowjetunion    | Sowjetunion   | 1              | 2              | Portugal         | 2          |  |  |        |        |
|  | Sowjetunion    |               |                | 2              | Portugal         | 2          |  |  |        |        |
|  | Ungarn         | 1             |                | Sowjetunion    | 1                |            |  |  |        |        |
|  | Ungarn         | 1             |                |                | 1                |            |  |  |        |        |
|  |                |               |                |                |                  |            |  |  |        |        |

1 Sieg nach Verlängerung

### Viertelfinale
|                                                        |   |             |           |
| 23. Juli 1966 um 15:00 Uhr in London (Wembley-Stadion) |   |             |           |
| England                                                | – | Argentinien | 1:0 (0:0) |
| 23. Juli 1966 um 15:00 Uhr in Sheffield                |   |             |           |
| BR Deutschland                                         | – | Uruguay     | 4:0 (1:0) |
| 23. Juli 1966 um 15:00 Uhr in Liverpool                |   |             |           |
| Portugal                                               | – | Nordkorea   | 5:3 (2:3) |
| 23. Juli 1966 um 15:00 Uhr in Sunderland               |   |             |           |
| Sowjetunion                                            | – | Ungarn      | 2:1 (1:0) |

Im Viertelfinale setzten sich in allen Partien die Gruppenersten durch. In der Partie zwischen Gastgeber England und Argentinien wurde der westdeutsche Schiedsrichter Rudolf Kreitlein unfreiwilliger Hauptdarsteller, nachdem er den Argentinier Antonio Rattín bereits nach einer halben Stunde vom Platz stellte und somit den Engländern einen großen Vorteil verschaffte, den diese auch nutzen konnten. Rattín weigerte sich jedoch, das Spielfeld zu verlassen. Das Spiel wurde unterbrochen, und Rattín wurde von englischen Polizisten vom Platz geführt. Besonders in der argentinischen Presse wurde Kreitlein nach dieser Partie angefeindet. Der englische Journalist Simon Kuper erwähnte auch, dass es – im Gegensatz zu England vs. Argentinien – nicht gestattet wurde, vor dem Spiel zwanzig Minuten lang den Platz zu betreten. Dieses Recht, das jedem Team zusteht, wurde Argentinien verweigert, weil dort „ein Hunderennen stattfinden sollte“. Der Vorfall mit dem Ausschluss von Rattin bzw. dessen Nichtverlassens des Platzes wurde danach allerdings mit einem Kommunikationsfehler zwischen ihm und dem Schiedsrichter begründet. Er war der Anlass für die Einführung von gelben und roten Karten.
Die BR Deutschland besiegte Uruguay mit 4:0. Zwei Platzverweise gegen die Südamerikaner kurz nach der Pause machten es für die bundesdeutsche Mannschaft allerdings leichter, ein hohes Resultat herauszuspielen. Torschützen waren Haller (11., 83.), Beckenbauer (70.) und Seeler (75.).
Das Spiel Portugal gegen Nordkorea ging als eines der dramatischsten Spiele in die WM-Geschichte ein. Nach 25 Minuten führte Nordkorea bereits mit 3:0, und alles sah danach aus, als könnte der Außenseiter seinen unglaublichen Siegeszug fortsetzen. Doch Eusébio sorgte fast im Alleingang für die Wende: Er erzielte vier Treffer zwischen der 27. und 59. Minute und bereitete den fünften vor. Portugal zog dadurch bei seiner ersten WM-Teilnahme ins Halbfinale ein.
Die Sowjetunion konnte sich auch im Viertelfinale durchsetzen. Den Ungarn gelang es nicht, ihre Leistung aus der Vorrundenpartie gegen die Brasilianer erneut abzurufen. Die Sowjets gewannen dank ihrer starken Defensive um Torhüter Lew Jaschin und ihrer schnellen Sturmspitzen, wodurch sich immer wieder Kontermöglichkeiten ergaben.

### Halbfinale
|                                                        |   |             |           |
| 25. Juli 1966 um 19:30 Uhr in Liverpool                |   |             |           |
| BR Deutschland                                         | – | Sowjetunion | 2:1 (1:0) |
| 26. Juli 1966 um 19:30 Uhr in London (Wembley-Stadion) |   |             |           |
| England                                                | – | Portugal    | 2:1 (1:0) |

Die westdeutsche Elf erreichte mit dem Sieg über die Sowjetunion das zweite Mal ein WM-Finale. Die Treffer erzielten die beiden besten bundesdeutschen Spieler des Turniers: Helmut Haller in der 43. und Franz Beckenbauer in der 68. Minute. Der Anschlusstreffer der UdSSR in der 88. Minute durch Porkujan kam zu spät.

Die DFB-Elf bangte aber danach, ob Beckenbauer im Finale eingesetzt werden dürfe, denn er war in diesem Match zum zweiten Mal im Turnier verwarnt worden (die erste Verwarnung hatte es gegen Argentinien gegeben). Die Disziplinarkommission der FIFA fand aber letztlich (in einem nicht ganz nachvollziehbaren Verfahren) die Verstöße Beckenbauers als zu gering und verhängte keine Sperre.
Die Engländer setzten sich gegen Portugal mit 2:1 durch. Portugal war England zwar zumeist ebenbürtig, doch die Engländer verstanden es, Zählbares aus ihren Spielzügen zu machen. Zudem wurde Eusébio erfolgreich von Nobby Stiles in Manndeckung genommen. Sein achtes Turniertor erzielte der portugiesische Stürmerstar dennoch, allerdings erst in der 82. Minute per Elfmeter zum 1:2-Endstand.

### Spiel um Platz 3
|                                                        |   |             |           |
| 28. Juli 1966 um 19:30 Uhr in London (Wembley-Stadion) |   |             |           |
| Portugal                                               | – | Sowjetunion | 2:1 (1:1) |

Im Spiel um Platz 3 schlossen die Portugiesen ihre WM-Premiere mit dem dritten Platz ab. Das Siegtor der Portugiesen fiel erst in der 88. Minute.

### Finale
| England                                                         | England | BR Deutschland | BR Deutschland | Aufstellung                              |
| --------------------------------------------------------------- | --- | --- | -------------- | ---------------------------------------- |
| England                                                         | \| Finale \| \| Samstag, 30. Juli 1966 um 15:00 Uhr in London (Wembley-Stadion) \| \| Ergebnis: 4:2 n. V. (3:2, 2:2, 1:1) \| \| Zuschauer: 96.924 \| \| Schiedsrichter: Gottfried Dienst ( Schweiz) \| \| Spielbericht \| | \| Finale \| \| Samstag, 30. Juli 1966 um 15:00 Uhr in London (Wembley-Stadion) \| \| Ergebnis: 4:2 n. V. (3:2, 2:2, 1:1) \| \| Zuschauer: 96.924 \| \| Schiedsrichter: Gottfried Dienst ( Schweiz) \| \| Spielbericht \| | BR Deutschland | Aufstellung England gegen BR Deutschland |
| England                                                         | Gordon Banks – George Cohen, Jack Charlton, Bobby Moore , Ray Wilson – Nobby Stiles, Bobby Charlton, Martin Peters – Alan Ball, Geoff Hurst, Roger Hunt Cheftrainer: Alf Ramsey                                           | Hans Tilkowski – Horst-Dieter Höttges, Willi Schulz, Wolfgang Weber, Karl-Heinz Schnellinger – Franz Beckenbauer, Helmut Haller, Wolfgang Overath – Uwe Seeler , Sigfried Held, Lothar Emmerich Cheftrainer: Helmut Schön | BR Deutschland | Aufstellung England gegen BR Deutschland |
| England                                                         | 1:1 Hurst (18.) 2:1 Peters (78.) 3:2 Hurst (101.) 4:2 Hurst (120.) | 0:1 Haller (12.) 2:2 Weber (90.) | BR Deutschland | Aufstellung England gegen BR Deutschland |
| England                                                         | Verwarnung: Peters | | BR Deutschland | Aufstellung England gegen BR Deutschland |
| Finale                                                          | | |                |                                          |
| Samstag, 30. Juli 1966 um 15:00 Uhr in London (Wembley-Stadion) | | |                |                                          |
| Ergebnis: 4:2 n. V. (3:2, 2:2, 1:1)                             | | |                |                                          |
| Zuschauer: 96.924                                               | | |                |                                          |
| Schiedsrichter: Gottfried Dienst ( Schweiz)                     | | |                |                                          |
| Spielbericht                                                    | | |                |                                          |

Das Finale der WM 1966 zwischen England und der Bundesrepublik Deutschland begann furios. Bereits nach 20 Minuten stand es durch Tore von Helmut Haller (12.) und Geoff Hurst (18.) 1:1. Zwölf Minuten vor Ende der regulären Spielzeit konnten die Engländer durch Martin Peters in Führung gehen, doch dem bundesdeutschen Verteidiger Wolfgang Weber gelang in der Nachspielzeit mit seinem ersten Länderspieltor noch der Ausgleich.
In der 101. Minute fiel das legendäre „Wembley-Tor“: Hurst schoss den Ball an die Unterkante der Latte, von wo er senkrecht nach unten abprallte, bevor er von Weber ins Toraus geköpft wurde. Der Schweizer Schiedsrichter Gottfried Dienst entschied nach Rücksprache mit Linienrichter Tofiq Bəhramov (UdSSR) auf Tor. Hurst erhöhte in der Schlussminute der zweiten Halbzeit der Verlängerung noch auf 4:2, obwohl dieser Treffer unter normalen Umständen irregulär gewesen wäre – da sich bereits Zuschauer auf dem Spielfeld befanden. England war damit zum ersten und bislang einzigen Mal Fußball-Weltmeister.

### Ehrungen der Platzierten
Die bundesdeutsche Nationalmannschaft wurde in der BR Deutschland zur Mannschaft des Jahres, Franz Beckenbauer zu Westdeutschlands Fußballer des Jahres und Bobby Charlton zu Englands Fußballer des Jahres sowie Europas Fußballer des Jahres (hierbei wurde Eusébio Zweiter und Franz Beckenbauer Dritter) gewählt. Bobby Moore wurde zum Sportler des Jahres in Großbritannien gewählt.
Weltmeister  England

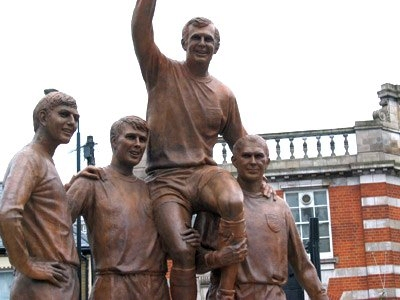
Champions Statue in West Ham

Die Weltmeistermannschaft: Gordon Banks; George Cohen, Bobby Moore, Ramon Wilson; Jack Charlton, John Connelly, Terence Paine, Nobby Stiles, Alan Ball, Ian Callaghan, Bobby Charlton, Jimmy Greaves, Roger Hunt, Geoff Hurst, Martin Peters – Trainer: Alf Ramsey

## Beste Torschützen
| Rang | Spieler             | Tore |
| ---- | ------------------- | ---- |
| 1    | Eusébio             | 9    |
| 2    | Helmut Haller       | 6    |
| 3    | Franz Beckenbauer   | 4    |
| 3    | Ferenc Bene         | 4    |
| 3    | Geoff Hurst         | 4    |
| 3    | Waleri Porkujan     | 4    |
| 7    | Luis Artime         | 3    |
| 7    | Eduard Malofejew    | 3    |
| 7    | José Augusto        | 3    |
| 7    | José Augusto Torres | 3    |
| 7    | Bobby Charlton      | 3    |
| 7    | Roger Hunt          | 3    |

| Rang | Spieler             | Tore |
| ---- | ------------------- | ---- |
| 13   | Rubén Marcos        | 2    |
| 13   | Igor Tschislenko    | 2    |
| 13   | Pak Seung-zin       | 2    |
| 13   | Kálmán Mészöly      | 2    |
| 13   | Uwe Seeler          | 2    |
| 18   | Lothar Emmerich     | 1    |
| 18   | Sigfried Held       | 1    |
| 18   | Wolfgang Weber      | 1    |
| 18   | René-Pierre Quentin | 1    |
| …    |                     |      |

Darüber hinaus gab es 24 weitere Spieler mit je einem Treffer. Hinzu kamen zwei Eigentore.

## Fazit
Die WM 1966 war im Vergleich zur WM 1962 in Chile ein deutlicher Fortschritt. Während vier Jahre zuvor eine defensive bis destruktive Spielweise dominierte, wurden die Partien wieder mit mehr Fairness und Sportgeist geführt. Zwar gab es fünf Platzverweise, vier davon verteilten sich aber alleine auf die beiden südamerikanischen Mannschaften aus Uruguay und Argentinien, die mit ihrer harten Gangart Negativschlagzeilen hervorriefen. Das 2-3-5-System, das bei der WM 1962 noch größtenteils praktiziert wurde, wurde vier Jahre später nicht mehr angewandt und durch das 4-3-3- und 4-2-4-System abgelöst.
Mannschaften, die bei dieser WM auf eine totale Defensivtaktik gesetzt hatten, waren damit nicht erfolgreich. Weder Italien noch Chile oder Uruguay konnten in diesem Turnier für Impulse sorgen. Geprägt wurde diese WM von jenen Mannschaften, die es verstanden auf die Offensive zu setzen, allen voran Portugal (17 Treffer in sechs Partien) und die Bundesrepublik Deutschland (15 Treffer in sechs Partien). Trotzdem blieb der Schnitt der erzielten Tore pro Partie gegenüber dem von 1962 unverändert (2,8), was vor allem daran lag, dass es keine „chancenlose“ Mannschaft gab. Selbst „Fußballzwerge“ wie Nordkorea verstanden es, die Partien ausgeglichen zu gestalten.
Zusätzlich zu den 13 Millionen DM an Stadionbaukosten kostete die Organisation des Turniers weitere 24 Millionen DM (heutiger Wert: 38,4 Millionen Euro).

## Besonderheiten
Bei der Fußball-WM 1966 wurden zum ersten und bisher einzigen Mal vor dem Anpfiff keine Nationalhymnen gespielt. Grund dafür war die Tatsache, dass das Vereinigte Königreich keine diplomatischen Beziehungen zu WM-Teilnehmer Nordkorea hatte und das Spielen der nordkoreanischen Hymne verweigerte. In Anbetracht dessen beschloss die FIFA, auf sämtliche Nationalhymnen während des Turniers zu verzichten. Nur das Finale war von dieser Sonderregelung ausgeschlossen.
Erstmals bei einer Weltmeisterschaft wurden Dopingkontrollen durchgeführt. Nach jedem Spiel wurden von zwei Spielern pro Mannschaft Urinproben untersucht.

## Trivia
Als Benefizspiel für die Opfer des verheerenden Tribünenbrandes in Bradford zwei Monate zuvor kehrten im Juli 1985 alle Spieler aus den beiden Startaufstellungen des Finales von Wembley noch einmal auf den Rasen zurück. An der Elland Road in Leeds konnten sich die Three Lions diesmal mit 6:4 durchsetzen.